# Raïon des rives de l'Onega
Le raïon des rives de l'Onega (russe : Прионежский райо́н, carélien:Oniegan rannikon piiri) est l'un des seize raïons de la république de Carélie en Russie.

## Description
La superficie du raïon des rives de l'Onega est de 3 665 km2.
Son centre administratif est la ville de Petrozavodsk qui ne fait pas partie du raïon.

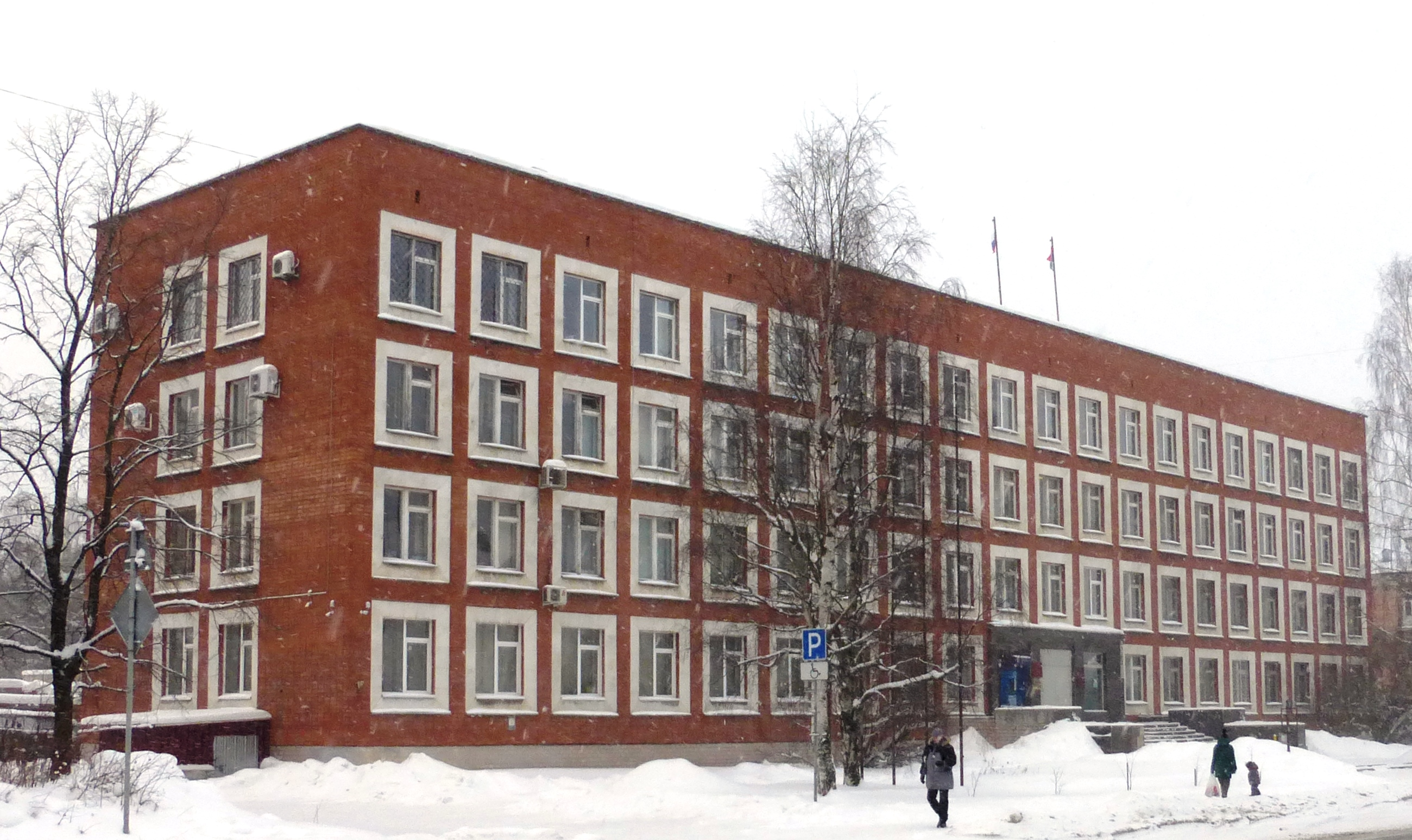
Bureaux de l'administration du raïon à Petrozavodsk.

## Politique et administration

### Statut
Le raïon est un des seize raïons de la république de Carélie, dans le district fédéral du Nord-Ouest. Son statut est un raïon municipal, et il comporte ainsi plusieurs municipalités à l'intérieur de lui,.

### Tendances politiques
| Scrutin             | 1er tour | 1er tour | 1er tour | 1er tour | 1er tour | 1er tour | 1er tour | 1er tour | 1er tour | 1er tour | 1er tour | 1er tour | 2d tour                  | 2d tour                  | 2d tour                  | 2d tour                  | 2d tour                  | 2d tour                  | 2d tour                  | 2d tour                  |
| Scrutin             | 1er      | 1er      | %        | 2e       | 2e       | %        | 3e       | 3e       | %        | 4e       | 4e       | %        | 1er                      | %                        | 2e                       | %                        | 3e                       | %                        | 4e                       | %                        |
| ------------------- | -------- | -------- | -------- | -------- | -------- | -------- | -------- | -------- | -------- | -------- | -------- | -------- | ------------------------ | ------------------------ | ------------------------ | ------------------------ | ------------------------ | ------------------------ | ------------------------ | ------------------------ |
| Présidentielle 2012 |          | ER       | 60,23    |          | KPRF     | 13,79    |          | SE       | 9,90     |          | LDPR     | 9,82     | Victoire au premier tour | Victoire au premier tour | Victoire au premier tour | Victoire au premier tour | Victoire au premier tour | Victoire au premier tour | Victoire au premier tour | Victoire au premier tour |
| Gouvernorale 2017   |          | ER       | 67,00    |          | SRZP     | 14,23    |          | KPRF     | 8,64     |          | LDPR     | 6,60     | Victoire au premier tour | Victoire au premier tour | Victoire au premier tour | Victoire au premier tour | Victoire au premier tour | Victoire au premier tour | Victoire au premier tour | Victoire au premier tour |
| Présidentielle 2018 |          | ER       | 74,18    |          | KPRF     | 10,03    |          | LDPR     | 8,96     |          | GRANI    | 1,96     | Victoire au premier tour | Victoire au premier tour | Victoire au premier tour | Victoire au premier tour | Victoire au premier tour | Victoire au premier tour | Victoire au premier tour | Victoire au premier tour |

## Démographie
Recensements (*) ou estimations de la population
| 2002*  | 1989*  | 2009   | 2010   |
| ------ | ------ | ------ | ------ |
| 18 597 | 23 100 | 23 100 | 21 502 |

| 2011   | 2013   | 2015   | 2017   |
| ------ | ------ | ------ | ------ |
| 21 501 | 21 527 | 21 615 | 21 958 |

| 2019   | 2021   | - | - |
| ------ | ------ | - | - |
| 22 259 | 21 931 | - | - |